# Oxana Fedorova
Oxana Fedorova (também Oksana Fedorova e em russo: Оксана Федорова; Pskov, 17 de Dezembro de 1977) é uma rainha da beleza da Rússia eleita Miss Universo 2002. Ela foi destituída meses depois de vencer, no único caso da história do concurso internacional. 
Ela é até hoje, setembro de 2023, a única de seu país a ter vencido este concurso. 

## Biografia
Oxana foi criada pela mãe, Elena, e pelos avós maternos na cidade de Pskov, na então União Soviética, onde permaneceu até os 18 anos. Seu pai era um físico nuclear e sua mãe, hoje aposentada, enfermeira num hospital psiquiátrico. Seus pais se divorciaram quando ela tinha três anos e Oxana nunca mais teve notícias dele. Em 2005, já adulta e famosa, tentou localizá-lo, descobrindo que ele já havia morrido. 
Entrou para a Academia de Polícia onde tocava saxofone integrando a banda de metais da força. Depois de formar-se oficial com um diploma vermelho (formada com honras), Fedorova trabalhou como inspetora na cidade de Pskov por seis meses, antes de transferir-se para São Petersburgo para estudar na Universidade do Ministério do Interior da Rússia, trabalhando como investigadora da Polícia no Aeroporto Internacional de Pulkovo enquanto estudava.  
Nesta época, começou a trabalhar como modelo para ajudar a pagar seus estudos e também começou a participar de diversos concursos de beleza, acabando por ser eleita Miss Rússia em 2001.
Atualmente é uma ex-oficial da polícia russa e formada em Direito Civil. É também uma celebridade em seu país, onde atua também como atriz, cantora, apresentadora de televisão e Embaixadora da Boa Vontade junto à UNICEF.
É casada com Andrey Borodin, com quem tem dois filhos, Fedor e Elizabetth.  
Em seu Instagram ela se descreve como "apresentadora de TV e cantora". 

## Participação em concursos de beleza

### Miss Rússia 2001
Oxana foi eleita Miss São Petersburgo 1999 e depois Miss Rússia em 2001, mas acabou desistindo de ir ao Miss Universo naquele ano por causa de seus estudos, sendo substituída pela segunda colocada, Oxana Kalandyrets, que terminou entre as 10 semifinalistas.

### Miss Universo 2002
Fedorova participou da edição seguinte do concurso, realizado pela segunda vez consecutiva em Porto Rico. Com uma passagem discreta na eliminatórias, Oxana começou a chamar a atenção no momento que foi anunciada como semifinalista e a partir daí ela liderou com larga vantagem a pontuação sobre as demais candidatas. Quando a segunda fase da competição começou ela se destacou de uma forma única na história de todo o concurso, dominando a prova de traje de banho (em que ela conseguiu a maior pontuação do Miss Universo até hoje, 9,88) e a etapa seguinte, a de traje de gala.  Ao longo daquela noite, Fedorova praticamente anulou  as outras candidatas, disparando na preferência geral e tornando-se virtualmente imbatível pela diferença de pontuação, mostrada ao público pela televisão. Ela liderou todas as etapas da final abrindo uma diferença inalcançável para as  misses Venezuela, China, África do Sul e Panamá, chegando a abrir uma diferença de 0,70 em relação a segunda colocada até o momento das perguntas finais. A partir dali, parecia que não mais importava a sua resposta à pergunta final, dada a impressão causada no público e nos jurados por sua beleza facial e seu desempenho extraordinário durante toda a noite e a disputa seria apenas pelo segundo lugar. A vitória de Oxana já era praticamente certa e foi unânime por parte dos jurados. A única surpresa da noite foi o segundo lugar da Miss Panamá, Justine Pasek.  
Quatro meses depois, porém, Oxana teve seu título cassado por, segundo a Miss Universe Organization (MUO), não cumprir integralmente os deveres exigidos por contrato, uma ocorrência única na história do concurso. Pasek foi coroada em Nova York por Donald Trump como Miss Universo 2002 em 24 de setembro do mesmo ano e é hoje considerada a vencedora oficial do Miss Universo 2002. 

### Destituição
Durante os primeiros meses de seu reinado, Oxana Fedorova compareceu a vários eventos ligados ao Miss Universo, na Indonésia, no Panamá e nos Estados Unidos. Em 10 de setembro fez sua última aparição pública no cargo, de coroa e faixa, no Toronto Film Festival, no Canadá. Duas semanas depois, em 24 de setembro, ela foi destituída e Justine Pasek coroada em seu lugar pessoalmente por Donald Trump, então dono do concurso. No dia anterior, a MUO, em comunicado oficial à imprensa, havia anunciado sua destituição por "quebra de contrato e incapacidade de cumprir as obrigações atribuídas ao cargo".
Em entrevista à CNN em 24 de setembro de 2002, Donald Trump declarou que tinha pouco contato com Fedorova durante o reinado, mas encontrava-se informado das dificuldades que a organização estava tendo com ela. Fedorova, que já no ano anterior havia se recusado a participar do Miss Universo 2001 o Miss Rússia 2001, faltava e se atrasava para diversos eventos programados pela organização, causando seus cancelamentos, sendo que o  problema final foi seu não-comparecimento a uma importante sessão de fotografias agendadas pela MUO. Diante disso, Trump e Paula Schugart, presidente da MUO, se viram obrigados a demiti-la e coroar sua substituta, a panamenha Justine Pasek. "Nós lhe demos a chance de renunciar, mas ela não quis, então não tivemos outro jeito que não demiti-la", disse Trump naquela época.
Em declarações posteriores, Oxana disse que havia voluntariamente desistido da coroa para se dedicar à sua formação em Direito na Rússia e a seu trabalho no Ministério do Interior. Também alegou ter sido profundamente desrespeitada pela organização, ao ser enviada ao programa de rádio de Howard Stern, The Howard Stern Show, sem ser avisada do que se tratava, onde foi confrontada com diversas perguntas íntimas, diretas e constrangedoras com relação a sexo, um estilo comum das entrevistas dos programas de Stern, que ela, por ser russa, desconhecia. Ela considerou isto o mais desagradável momento de toda sua vida nos EUA. O Nicki Swift publicou em 2018 o que Oxana havia dito na época: "o mais importante para mim eram meus estudos e minha carreira. Outra coisa que me fez entregar minha coroa foi a participação no The Howord Stern Show. Este programa contradiz minha filosofia, minha imagem pessoal e a imagem do meu país".
De maneira  controversa, ao desembarcar destronada na Rússia em 28 de setembro, Oxana declarou à imprensa local que não sabia porque havia sido destituída e que continuava a considerar a si própria como a Miss Universo reinante e que os boatos existentes de havia ganho 7 kg, estava grávida ou tinha se casado secretamente eram falsos. Também afirmou que nunca assinou qualquer contrato com a organização já que o contrato apresentado a ela era em inglês, língua que ela não dominava, e que ela havia pedido e esperado uma cópia em russo.

## Vida posterior

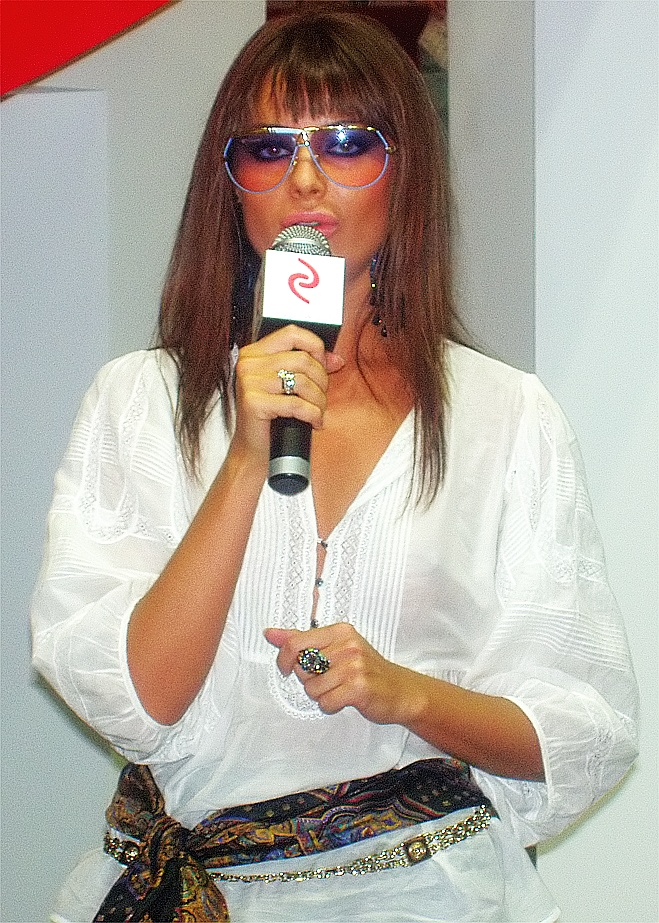
Oxana Fedorova em 2008.

Depois de retornar à vida na Rússia, ela tornou-se uma personalidade famosa na televisão e no entretenimento de seu país ao mesmo tempo em que continuava a carreira de licenciatura em direito e de policial. No fim de 2002 defendeu sua tese de doutorado e recebeu o título de PhD em direito civil da Universidade de São Petersburgo e do Ministério do Interior da Rússia. Em 2003, começou carreira na televisão, apresentando o mais popular programa infantil da tv russa, Spokoynoy nochi, malyshi! (Boa noite, pequeninos!), transmitido no país desde 1964. e até hoje apresenta eventualmente programas de entretenimento na televisão de seu país.
Foi outorgada com o título de Embaixadora da Boa Vontade da UNICEF pela Federação Russa em 2007, mesmo ano em que se tornou o rosto da empresa de cosméticos Max Factor na Rússia, e iniciou carreira como cantora e atriz de cinema, já tendo gravado diversos CDs e participado de filmes de sucesso local. Em 2010, Oxana acumulou com outras diversas atividades profissionais o cargo de editora-chefe da revista Moda Tropical, dedicada ao público feminino e em 2012 o de apresentadora do programa da mesma revista na televisão russa. Foi também em seu trabalho nesta revista que ela criou o prêmio Tropical Style Awards e Mãe do Ano.  
Oxana casou-se em 2007 com um empresário alemão, Philip Toft, do qual se divorciou em 2010. Casou-se novamente em 2011 com Andrey Borodin, alto funcionário administrativo do governo da Federação Russa e vice-presidente da Federação Russa de Boxe, com o qual tem dois filhos: Fyodor, nascido em 2012 e Elizabeth, nascida em 2013.
Em 2011 também foi eleita a mulher mais bela do país pelo Centro de Estudos para a Opinião Pública da Rússia  e o o site especializado Global Beauties a elegeu como a mais bonita Miss Universo na história do concurso, ignorando o fato dela não constar oficialmente como tal pela Miss Universe Organization, por ter sido destituída.
Para os críticos e especialistas do mundo do concursos de beleza, Oxana Fedorova encontra-se num "nível exclusivo dela própria" na história desta competição por sua extraordinária beleza, assim como a indiana Aishwarya Rai, eleita duas vezes consecutivas a mais bela Miss Mundo de todos os tempos.
Antes de Oxana, a Miss Universo 1974 Amparo Muñoz também não cumpriu suas obrigações até o final, tendo voltado antecipadamente para seu país natal, a Espanha. No entanto, Amparo nunca foi oficialmente destituída pela MUO. 